# خوسيه رودريغيز (لاعب كرة قدم إسباني)
خوسيه رودريغيز (بالإسبانية: José Rodríguez)‏ هو لاعب كرة قدم إسباني، ولد في 1 يوليو 1985 في مدينة ميورقة في إسبانيا. لعب مع بوليديبورتيفو إيخيذو.

## وصلات خارجية
- خوسيه رودريغيز على موقع قاعدة بيانات كرة القدم.إي يو (الإنجليزية)
- خوسيه رودريغيز على موقع Soccerway.com (الإنجليزية)
- خوسيه رودريغيز على موقع AS.com (الإسبانية)